# Pierre Lévêque
Pierre Lévêque (n. 11 august 1921, Chambéry, Savoie, Franța – d. 5 martie 2004, Paris, Île-de-France, Franța) a fost un istoric francez, specializat în istoria Greciei antice și elenistice.

## Biografie

### Anii de formare
Pierre Lévêque și-a petrecut copilăria în portul Bordeaux. După cum spunea el mai târziu, lectura cărții Orașul grecesc, de Gustave Glotz⁠(d), l-a împins spre studiile literare. Astfel, în 1940 a fost admis la École normale supérieure, obținând în 1944 „agregarea în litere⁠(d)”.
Membru al Școlii franceze din Atena⁠(d) din 1947 până în 1952, a studiat sculpturile antice grecești de la Delos și a efectuat excavații arheologice în siturile din Insula Thasos. În 1955, sub conducerea științifică a lui André Aymard⁠(d), și-a susținut teza de doctorat cu subiectul Pyrrhus, regele Epirului.

### Cariera universitară
A obținut un post de asistent la Sorbona și apoi la Lyon (1951). A devenit lector la Universitatea din Montpellier (1955), iar în 1957 a fost numit profesor la Universitatea din Besançon, unde a rămas pe tot parcursul carierei sale. Acolo a fost poreclit „decanul roșu”, din cauza activismului său comunist.
În 1968 a creat la Universitatea din Besançon un Centru de Istorie Antică, care ulterior a devenit o unitate a Centrului Național Francez de Cercetări Științifice (CNRS) cu denumirea „Analize ale formațiunilor sociale antice”. Tot la Universitatea din Besançon a creat „Institutul de Științe ale Antichității”, iar în 1970 „Grupul Internațional de Cercetare privind Sclavia Antică”.
În februarie 1979, a fost unul dintre cei 34 de semnatari ai declarației inițiate de Léon Poliakov și Pierre Vidal-Naquet⁠(d) pentru a demonta retorica negativă a lui Robert Faurisson.

### Viața particulară
A fost căsătorit cu Monique Clavel-Lévêque.

## Lucrări publicate
În limba franceză:
- Nous partons pour... La Grèce, 1961
- L'aventure grecque, 1964 (traducere în limba română, în 1987: Aventura greacă. vol. I și II. Tradus de Constanța Tănăsescu. București: Editura Meridiane.)
- Clisthène l'Athénien, 1964 (cu Pierre Vidal-Naquet⁠(d))
- Nous partons pour... La Sicile, 1966
- Les grandes divinités de la Grèce (în franceză), Éditions E. de Boccard, 1966, ISBN 978-2-200-37211-8
- Empires et barbaries, 1968
- Bêtes, dieux et hommes, 1985
- Le Japon des mythes anciens, 1988
- La Naissance de la Grèce, Paris: Éditions Gallimard, 1990, ISBN 2-07-053110-4
- Les Grenouilles dans l'Antiquité, 1994
- Dans les pas des dieux grecs, 2003